# Caradrina suscianja
Caradrina suscianja är en fjärilsart som beskrevs av Erik von Mentzer, 1981. Caradrina suscianja ingår i släktet Caradrina och familjen nattflyn, Noctuidae. En underart finns listad i Catalogue of Life, Caradrina suscianja cilicia Hacker, 2004.